# Öppen främre orundad vokal
Öppen främre orundad vokal är ett språkljud som i internationella fonetiska alfabetet skrivs med tecknet [a]. Det motsvarar klangfärgen hos den korta varianten av svenskans /a/. 
Långt /a/ realiseras oftast som [ɒ], en öppen bakre rundad vokal.